# Mare (žensko ime)
Mare je žensko osebno ime.

## Izvor imena
Ime Mare je različica ženskega osebnega imena Marija.

## Pogostost imena
Po podatkih Statističnega urada Republike Slovenije je bilo na dan 31. decembra 2007 v Sloveniji število ženskih oseb z imenom Mare: 22.

## Osebni praznik
Osebe z imenom Mare godujejo takrat kot osebe z imenom Marija.